# Flogopiet
Het mineraal flogopiet is een kalium-magnesium-aluminium-silicaat, een verbinding van een fyllosilicaationen met kalium, magnesium, aluminium, fluor en een hydroxylgroep met molecuulformule KMg3AlSi3O10F(OH). De naam is van het Griekse flogopos afgeleid, dat 'lijkend op vuur' betekent. Het is een fyllosilicaat. Het is bruin of roodbruin, grijs, groen of geel, heeft een parelglans en een witte streepkleur. Het heeft een monoklien kristalstelsel, de splijting is perfect volgens kristalvlak [001], de massadichtheid is 2,8 kg/l en de hardheid is 2 tot 2,5. Het is zoals meer mica's zwak radioactief. Flogopiet komt vooral in de contactmetamorfe vorm van dolomiet en kalksteen voor, maar ook in ultramafische gesteenten, onder andere in kimberliet. De typelocatie van het mineraal is St. Lawrence in de staat New York in de Verenigde Staten.
- mindat.org. Phlogopite.